# Бомбардировка Минска
Бомбардиро́вки Ми́нска — серия военных бомбардировочных авиаударов, проводимых авиацией нацистской Германии в июне 1941 года по столице Белорусской ССР городу Минску в период Великой Отечественной войны.

## Немецкие бомбардировки города (июнь 1941)
Первые немецкие бомбы упали на улицы города Минска 22 июня 1941 года.
23 июня немецкие самолёты появлялись над городом 11 раз, но бомбили только район железнодорожного вокзала и аэродромы.
Утром 24 июня начались массированные бомбардировки Минска (три волны бомбардировщиков по 47 самолётов). Налёты на город продолжались до 9 часов вечера с периодичностью 20-30 минут. В этот день были выведены из строя электричество и водопровод, остановились трамваи, прекратили работу хлебозавод и магазины. Пожарами была охвачена вся восточная часть города и его центр. В то время Минск был, в основном, деревянным, поэтому огонь молниеносно перебрасывался от здания к зданию. Пожарные отряды Гражданской обороны боролись с огнём, вытаскивали раненых из-под рухнувших зданий, но существенного влияния на распространение пожаров не оказали.
Авианалёты на город продолжались по 27 июня, а 28 июня 1941 года в город вошли германские войска.

## Противовоздушная оборона (ПВО)
Зенитные орудия 7-й бригады Войск ПВО СССР, оборонявшей Минск, не смогли противостоять ударам немецкой авиации. Не хватало снарядов, кроме того, часть зенитно-артиллерийских подразделений бригады Великая Отечественная война застала на лагерных сборах в Крупках. Только 25 июня 1941 года они смогли прибыть для подкрепления, но было уже поздно. 26 июня обстановка в районе Минска резко ухудшилась, и бригада получила приказ отходить на город Борисов.

## Результаты авиаударов
В 1941 году в ходе шестидневных ударов немецкой бомбардировочной авиации было разрушено 80 % жилой застройки города Минска, полностью уничтожен центральный район города и железнодорожный узел, из 330 промышленных предприятий были разрушены 313.
Точное число человеческих жертв подсчитать было невозможно, так как многие жители погибли в завалах под обрушившимися зданиями (строительство бомбоубежищ планировалось начать только осенью 1941). В некоторых местах города завалы не были расчищены вплоть до конца войны. В 1945 году Минская областная комиссия по расследованию злодеяний немецких оккупантов заявила о якобы 186 жителях Минска, погибших при бомбардировках, при этом не уточнив, о жертвах какого именно периода идёт речь. По данным сотрудников немецкой санитарной службы, по состоянию на 1 августа 1941 года под развалинами города оставалось ещё от 600 до 700 человеческих тел.

## Фотогалерея

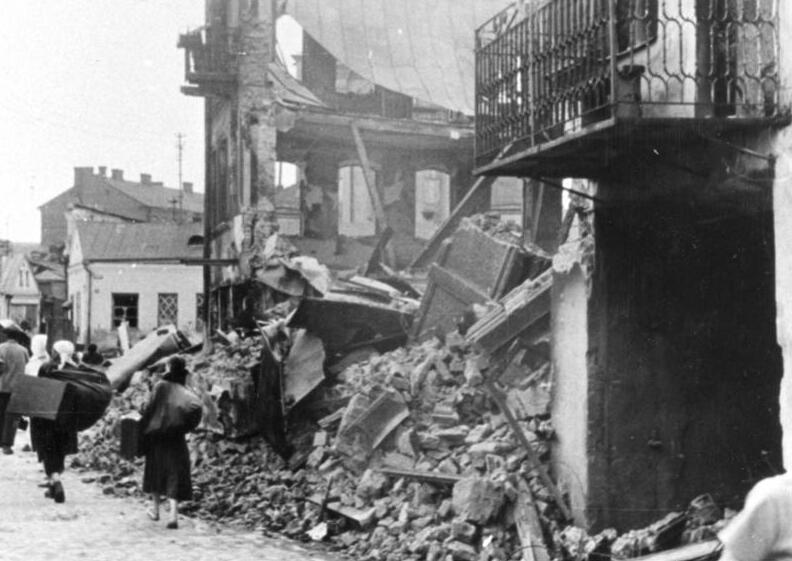
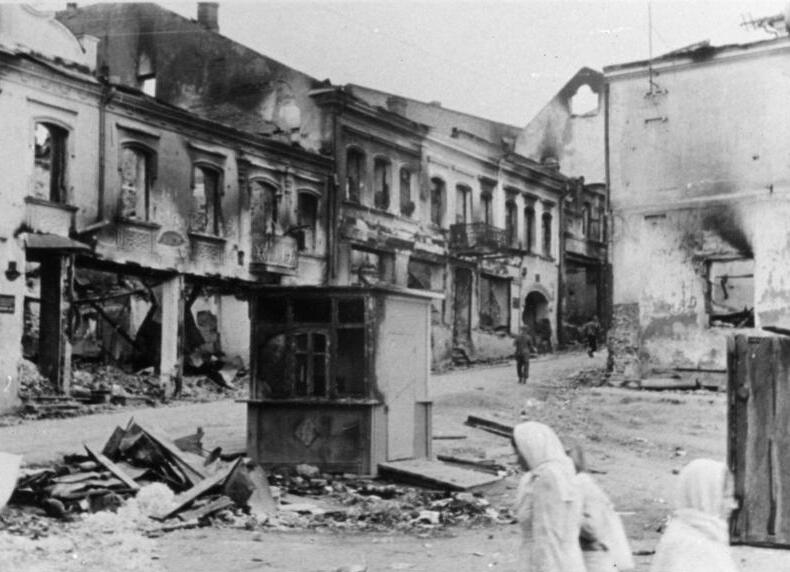
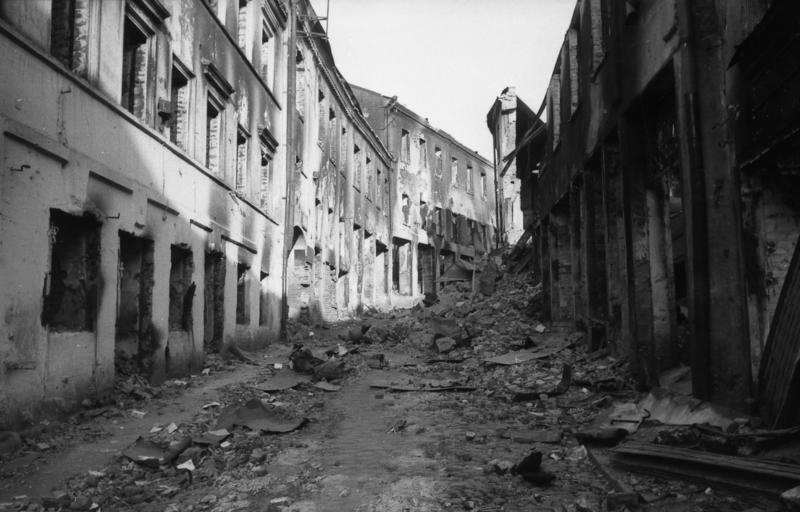
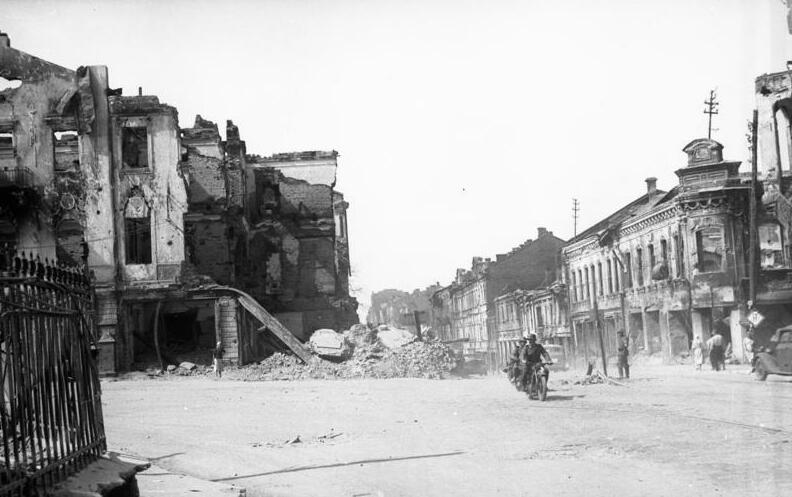
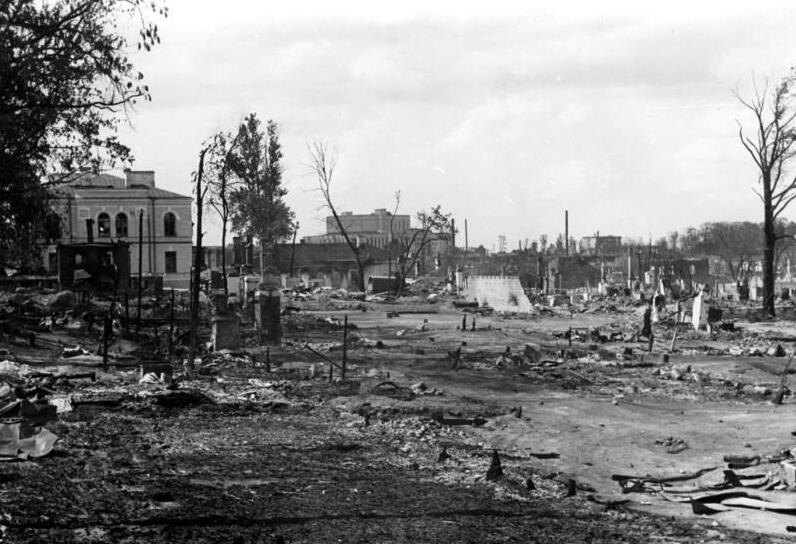
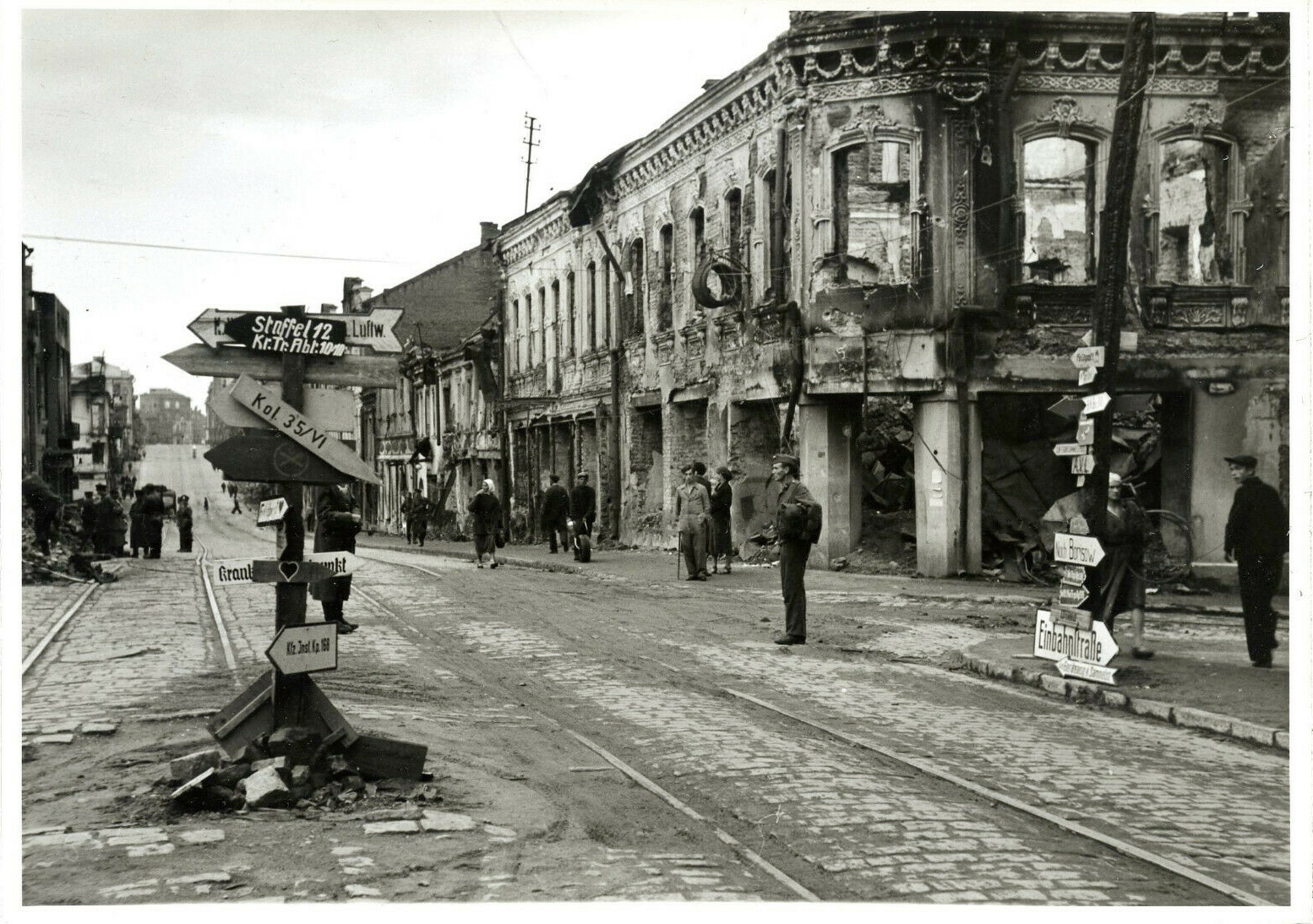
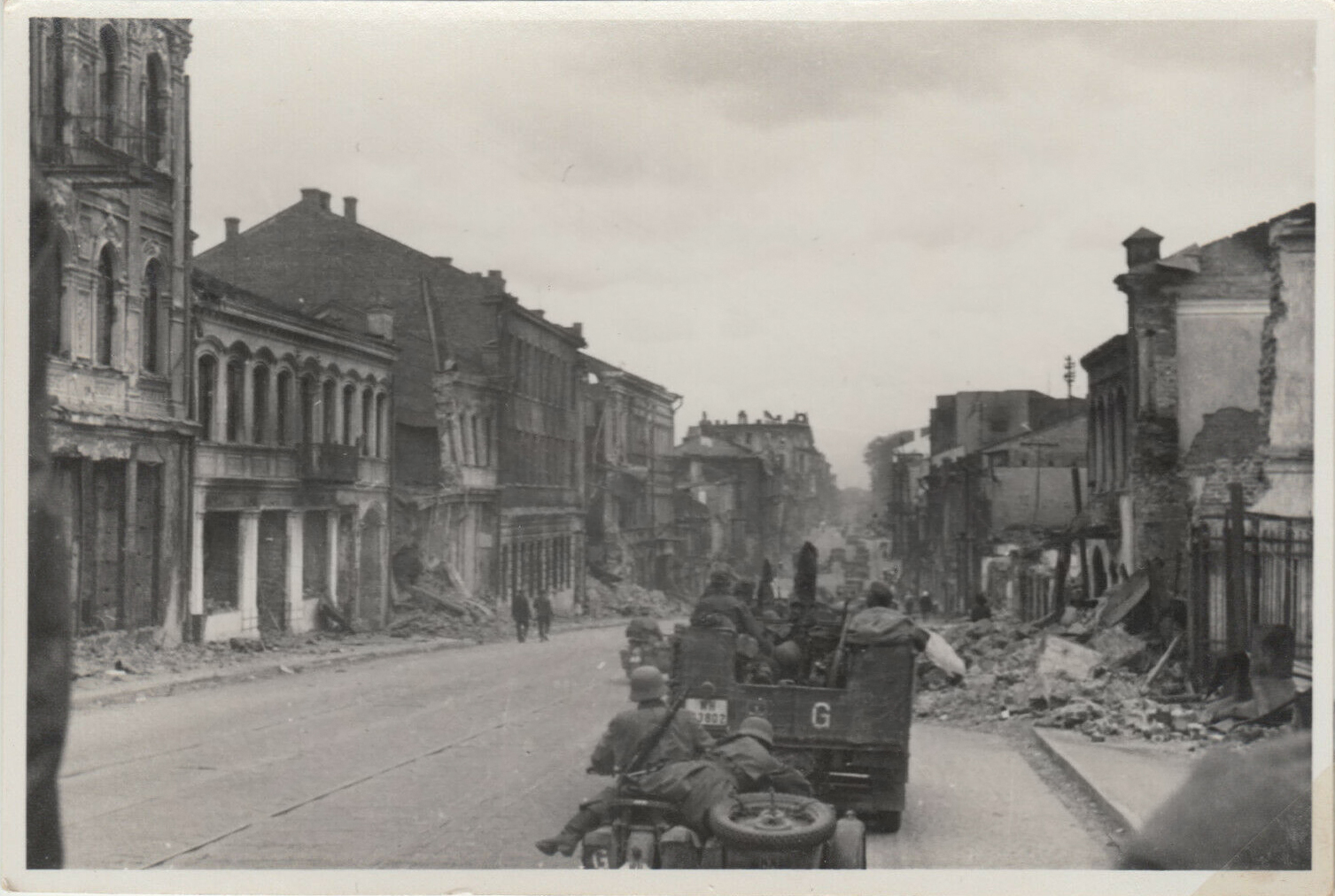
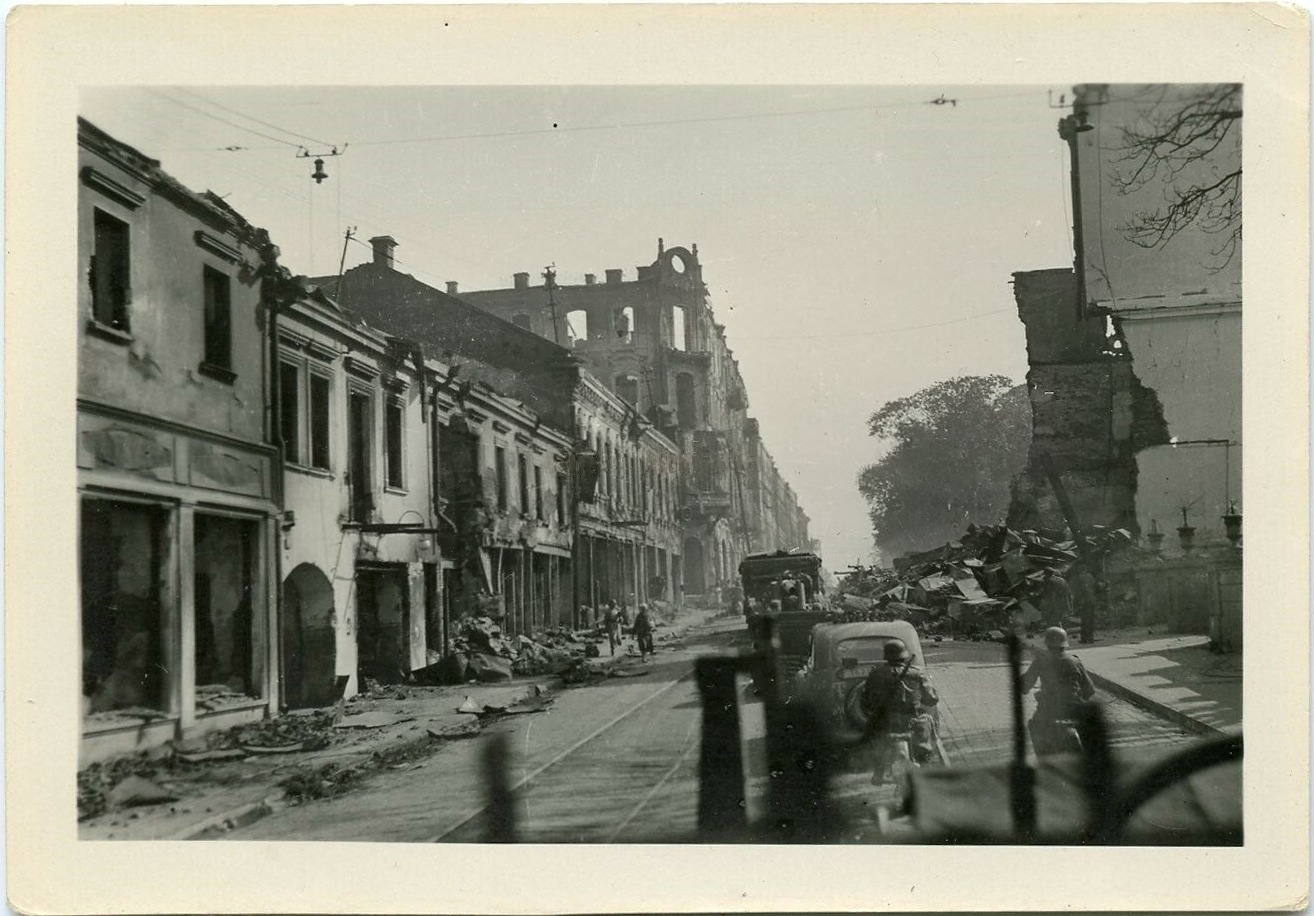